# خسوف (رواية)
خسوف (بالإنجليزية: Eclipse)‏ هو الكتابُ الثالثُ من سلسلةِ « الشفق » (Twilight) بقلم ستيفاني ماير. وفيه قصّةَ بيلا بعمر 18 سنةً ومصاص الدماء إدوارد كولين. جزء خسوف مَسْبُوقُ بجزء قمر جديد وتَلى بجزء بزوغ الفجر. الكتاب أُصدرَ في أغسطس/آب 7، 2007 طبعةِ أوليةِ مِنْ مليون نسخةِ، وباعَ أكثر مِنْ 150,000 نسخة في الساعاتِ الأولى الـ24 وحدها
خسوف كَانَ الكتابَ الأكثر رواجاً في المرتبة الرابعة الأخير 2008، بعد الشفقَ، قمر جديد، وبزوغ الفجر، [3] وصُنّفَ أيضاً كرقم 1 على قائمةِ الناشرين الإسبوعيةِ "كتب الأطفال Hardcover Backlist أكثر رواجاً "في 2008 مَع أكثر من 4.5 مليون نسخةِ مباعه.

## خلاصة القصة
تَفْتحُ القصّةُ بالإيحاءِ في سياتل، واشنطن تُصابُ مِن قِبل خيط جرائمِ القتل الغير محلولةِ، أَيّ مشتبه بهم. إدوارد سببه انه مصّاص دماء جديد غير قادر على السَيْطَرَة على عطشِه للدمِّ الإنسانيِ. كإدوارد وبيلا يُقدّمانِ إلى الكُليّاتِ، يُوضّحُ بيلا إلى إدوارد رغبتها لرُؤية صديقها الذئب ثانيةً. بالرغم من أن إدوارد يَخَافُ على سلامتها، تصر بيلا بأنَّ لا يمكن له ان يَآْذيها أبداً، وهي تَبْدأُ بزيَاْرَته من حينٍ لآخر. في هذه الأثناء، ألِس كولين عِنْدَها رؤية تتعلق بفيكتوريا، مصّاصة الدماء التي تطاردُ بيلا للانتقامِ. بعد أيام قليلة، يتقدم إدوارد إلى بيلا للزواجِ، فتَقْبلُ.

غلاف النسخة الأصلية

## روابط خارجية
- خسوف على موقع الموسوعة البريطانية (الإنجليزية)